# Pulau Aro (Pelawan)
Pulau Aro is een bestuurslaag in het regentschap Sarolangun van de provincie Jambi, Indonesië. Pulau Aro telt 1326 inwoners (volkstelling 2010).